# Porphyry Glacier
Porphyry Glacier är en glaciär i Antarktis. Den ligger i Västantarktis. Argentina, Chile och Storbritannien gör anspråk på området.
Terrängen runt Porphyry Glacier är kuperad åt nordväst, men åt sydost är den bergig. Havet är nära Porphyry Glacier åt nordväst. Trakten är glest befolkad. Närmaste befolkade plats är Gonzalez Videla Station, 6,7 kilometer norr om Porphyry Glacier. 